# Teatro en Chilevisión
Teatro en Chilevisión fue un programa de televisión chileno producido y transmitido por Chilevisión desde 2003 hasta 2014. También fue transmitido para el mundo por TV Chile. El programa seguía la línea de una sala de teatro, en donde se emite una obra de comedia distinta cada semana, realizada por un elenco estable y actores invitados. Además había público presente, el cual interactuaba con los actores. Contó con un elenco estable liderado en la mayoría de años en emisión por Pato Torres, Ana María Gazmuri, Fernando Kliche y Rolando Valenzuela, que además ejerció como director en escena de las obras.
Por lo general, el tema o argumento de las obras se relacionaba con sexo -aunque nunca se muestran escenas explícitas ni desnudos-. Por ejemplo, una de las historias más desarrolladas es la de que el personaje principal tiene una amante joven, atrevida y con una gran figura. Además no existía censura en lo que respecta a groserías, ya que se utiliza un español chileno como modo de reflejar la idiosincrasia nacional. Muchas veces el programa ha sido comparado y rivalizado con Morandé con compañía.
El 25 de julio de 2007 celebraron sus 100 episodios en el Teatro Teletón con un episodio especial.
El 31 de julio de 2012 se anunció que el programa, con más de 9 años, saldría del aire. Por un tiempo, fue reemplazado por un estelar llamado El rey del show, conducido por Rafael Araneda, que buscaba humoristas para el Festival de Viña del Mar 2013. Se creía que esta medida fue tomada por la gigantesca caída en el índice de audiencia frente a su rival Morandé con compañía (Mega), pero era solo el fin de una temporada más, solo que en este ocasión no se emitieron repeticiones. Tras el final de El rey del show, el 13 de octubre de 2012 el programa regresó al aire con una nueva temporada. 
En 2013 se confirma que la actriz Ana María Gazmuri no continuó en el elenco estable del teatro. En abril de 2013 se rumoreó que el programa no seguía más pero sorpresivamente regresó una nueva temporada en el segundo semestre de 2014. Pero a fines de 2014 Pato Torres (quien era rostro principal del programa) decidió abandonar Chilevisión tras 11 años poniendo fin al programa.

## Elenco

### Principal
- Patricio Torres (2003-2014)
- Ana María Gazmuri (2003-2012)
- Fernando Kliche (2004-2014)
- Rolando Valenzuela (2003-2014)
- Liliana García (2003-2006, 2009)
- Alejandra Herrera (2009-2013)
- María Paz Jorquiera (2010-2014)
- Mauricio Flores (2011-2014)
- Adela Sánchez (2013-2014)
- Marlen Olivari (2013-2014)

### Invitados
- Noelia Arias
- César Arredondo
- Juan Pablo Bastidas
- Jacqueline Boudon
- Francisca Castillo
- Francesca Cigna "Blanquita Nieves"
- Marilú Cuevas
- Marcela Espinoza
- Soledad Silveyra
- Carolina Gámez
- Francisca García-Huidobro
- Amalia Granata
- Ignacio Kliche
- Katty Kowaleczko
- Eduardo Ravani
- Fernando Alarcón
- Adriana Vacarezza
- Solange Lackington
- Walter Kliche
- María José León
- Francisca Merino
- Tatiana Merino
- Eduardo Mujica
- Gloria Münchmeyer
- Renato Münster
- Nicole Block
- Matías Vega
- Carolina Oliva
- Antonella Orsini
- Sandra O'Ryan
- Nicole Pérez
- María José Pestán
- Remigio Remedy
- Florencia Maggi
- Gonzalo Robles
- Juan Pablo Sáez
- César Sepúlveda
- Patricio Strahvosky
- Sandra Solimano
- Yasmín Valdés
- Daniel Gonzáles-Muniz
- Claudio Valenzuela
- Constanza Varela
- Guido Vecchiola
- Matías Vega
- Lucila Vit
- Alex Zisis
- Sergio Freire
- Andreína Chataing
- Andrea Del Boca
- Rosa Ramírez

### Últimas participaciones especiales
| - Javiera Acevedo - Luna Albagli - Patricio Achurra - Jorge Alberti - Francini Amaral - Alba Quezada - Rodrigo "Gallina" Avilés - Fernanda Brass - Carmen Bresky - Edgardo Bruna - Paulo Brunetti - Lucky Buzzio - Jenny Cavallo - Nabih Chadud - Amanda Cibely - Christell - Willy Semler - Connie Mengotti - Alejandra Díaz - Ricardo Darín - Dinamita Show - Alejandro Goic - María José Quiróz - Sergio Freire - Jorge Garcés - Cinthia Fernández - Juan José Gurruchaga - Paulina Hunt - Patricia Irribarra - Vanesa Carbone - Micaela Breque | - Paloma Fiuza - Carla Jara - Alfredo Castro - Ariela Medeiros - Faloon Larraguibel - Violeta Vidaurre - Kenita Larraín - Berta Lasala - Coco Legrand - Eugenia Lemos - Daniela Lhorente - Yamna Lobos - Enrique Maluenda - Bárbara Ruiz-Tagle - Alison Mandel - Pamela Sosa - Mariana Marino - Erik Manosalva - Alex Rivera - Rocío Marengo - Néstor Cantillana - Nelson Mauri - Jocelyn Medina - Tatiana Merino - Leilani Matthews - Dominique Gallego - Jessica Alonso - Juan Pablo Miranda - Gisela Molinero - Nicole "Luli" Moreno - Mariela Montero - Roxana Muñoz | - Renato Münster - Peggy Cordero - Aldo Bernales - Jessica Cirio - Armando Navarrete - Nathalie Nicloux - Pablo Macaya - Marlen Olivari - Mariana Prat - Tichi Lobos - Catalina Palacios - Karen Bejarano - Ingrid Parra - Liliana Ross - Malucha Pinto - Pablito Ruiz - Luciana Salazar - Pablo Schilling - Félix Soumastre - Natalia Valdebenito - Edmundo Varas - Gabriela Mandato - Andrea Velasco - Gabriela Velasco - Mario Velasco - Édgar Vivar - Sabrina Sosa - Yanina Filocamo - Wilma González - Patricia López - Lorna Soler - Daniel González-Muniz |

## Banda sonora
La banda sonora de Teatro en CHV, es el éxito musical de 1992, "Jazz Machine", del grupo de Dance y Jazz, "Black Machine", cuya interpretación recuerda a una big band de Jazz.